# 吴氏银汉鱼
吴氏银汉鱼（学名：Allanetta woodwardi）为银汉鱼科银汉鱼属的鱼类，俗名伍氏下银汉鱼。分布于台湾沿岸及彭湖等。该物种的模式产地在日本Okinawa。